# Kapatu (Sambia)
Kapatu, auch Kapatu Mission und in manchen Karten falsch als Kaputa bezeichnet (ein Ort am sambischen Ufer des Mwerusees) ist ein 1600 Meter über dem Meeresspiegel gelegener Ort in der Nordprovinz von Sambia.

## Wirtschaft
Kapatu ist ein armer, landwirtschaftlich geprägter Ort. Es werden Mais und Bohnen angebaut.

## Geschichte
Kapatu wurde 1904 als Mission gegründet. Der Ort ist eine Hochburg des Katholizismus und erhält Unterstützung aus dem Ausland. Im Vergleich mit Luwingu fällt ein an Grundstücksgrenzen erkennbarer Kataster auf.

## Infrastruktur
Kapatu verfügt über eine Grundschule. Eine Sekundarschule soll gebaut werden. Es gibt ein Gesundheitszentrum. Der Ort liegt 100 Kilometer nordöstlich von Kasama an der ungeteerten Straße nach Mporokoso, wie Luwingu aber abseits aller asphaltierten Fernstraßen am Rande der Bangweulusümpfen, doch deutlich über ihnen am Westhang des Muchinga-Gebirges. Der Fluss Kalungwishi entspringt in der Nähe.